# Thesiastes fossulatus
Thesiastes fossulatus är en skalbaggsart som först beskrevs av Brendel 1891.  Thesiastes fossulatus ingår i släktet Thesiastes och familjen kortvingar. Inga underarter finns listade i Catalogue of Life.